# Eugénie du Colombier
Pour les articles homonymes, voir Colombier.
Eugénie du Colombier (de son vrai nom Eugénie Chosson du Colombier) (1806-1888), épouse Pasquier de Franclieu, est une artiste peintre française.

## Biographie
Issue d'une famille de l'aristocratie parlementaire dauphinoise du côté de son père, fille de César Chosson du Colombier et d'Aimée de Corbeau, Marie Eugénie du Colombier naît le 25 septembre 1806 à Saint-Hilaire-du-Rosier,.
En 1834, elle se marie avec Anselme Pasquier de Franclieu, et en 1842, elle s'installe à Saint-Geoire-en-Valdaine avec son époux. Deux ans plus tard, Eugénie Chosson du Colombier reçoit le legs des terres et du domaine de Longpra.
Élève à Grenoble du peintre Benjamin Rolland (1777-1855) pendant une dizaine d'années, puis en Suisse de Joseph Hornung (1792-1870), l'artiste excelle dans le rendu du drapé, dans le portrait et dans les sujets religieux. Elle réalise des nombreux portraits des membres de sa famille et de son cercle amical, conservés par les descendants. Cependant, sa position sociale ne lui permet pas d'envisager une carrière artistique. Des tableaux sont conservés au château de Longpra.
Célèbre à son époque, l'artiste est considérée comme l'une des meilleures peintres dauphinoises du XIXe siècle,.
Elle meurt le 10 février 1888 à Saint-Geoire-en-Valdaine.
Elle était l'arrière-arrière-grand-mère de la journaliste Béatrice Pasquier de Franclieu.

## Œuvre
De son œuvre, dispersée, restent quelques paysages, des carnets de dessins et des portraits. Des poteries sont exposées en 2002 au prieuré de Chirens sous son nom mais on sait maintenant qu'elles ont été exécutées par sa fille. En 2003, elle figure parmi les artistes féminines mises en valeur dans l'exposition temporaire Femmes peintres en Dauphiné au musée Mainssieux,.
En 1833, elle peint le portrait de son maître Benjamin Rolland, alors à l'apogée de sa carrière (musée de Grenoble). Ce musée conserve aussi quelques autres tableaux de sa main, comme La Malaria, réalisé d'après une œuvre d'Ernest Hébert, ou encore le Portrait de Charles Planelli de Lavalette, huile sur toile de 1832.

Sélection d'œuvres d'Eugénie du Colombier
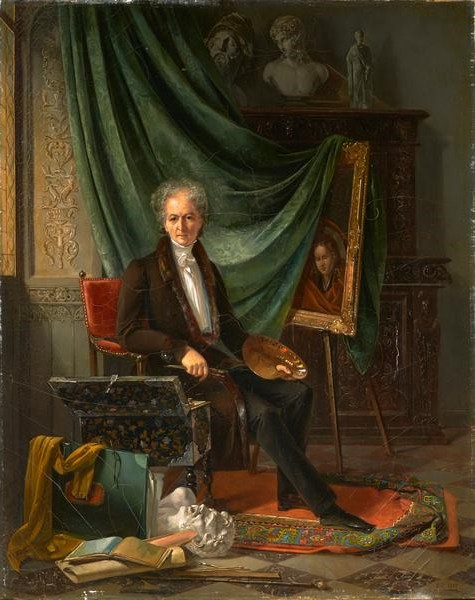
Portrait de Benjamin Rolland dans son atelier (1833), musée de Grenoble.
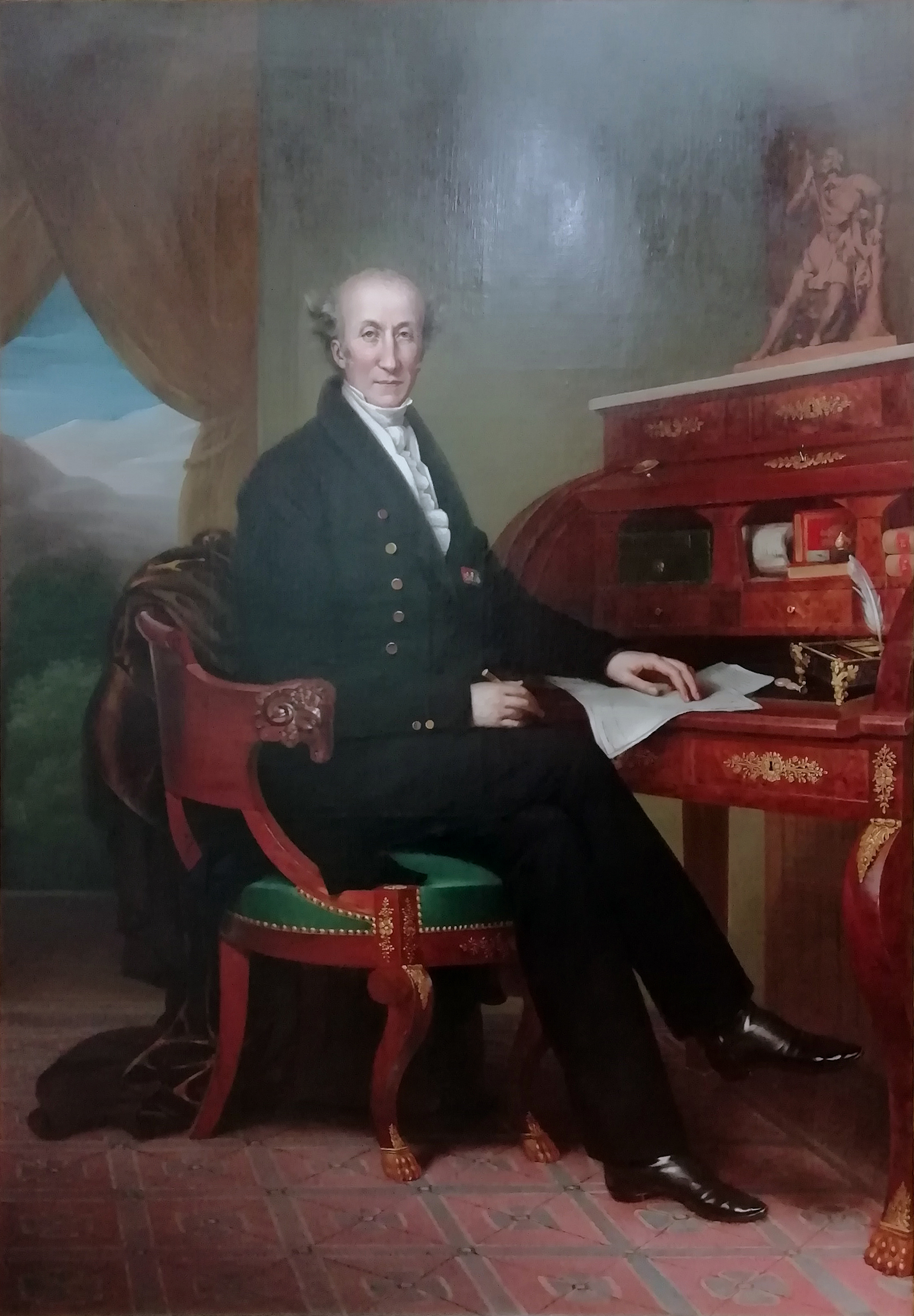
Portrait de Charles Planelli de Lavalette (1832), musée de Grenoble
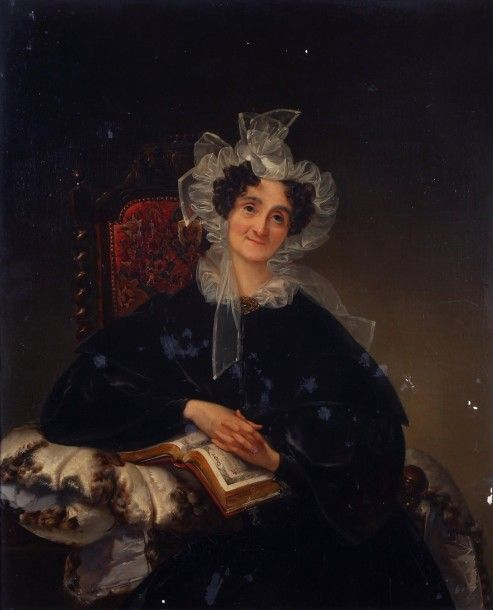
Madame du Colombier, non daté, localisation inconnue
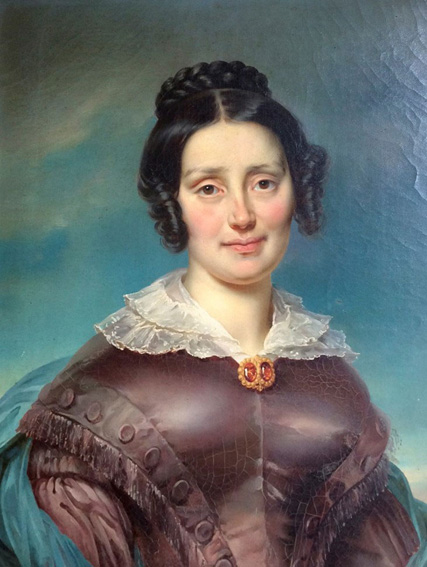
Augustine Pasquier de Franclieu, comtesse O'Mahony, belle-soeur de l'artiste

## Collections publiques
- musée de Grenoble.